# 嚴似祖
嚴似祖（？—1654年），字亦如，雲南雲南府昆明縣人，明朝、南明政治人物。

## 生平
嚴似祖是尚書嚴清的孫子，崇禎十二年（1639年）中舉人，次年（1640年）聯捷進士，獲授翰林院檢討，負責纂修《會典》，掌管起居注，管理六科奏章，又主持冊封榮王朱由楨，兼任吏部與禮部郎中。
隆武帝繼位，召用嚴似祖和周廷鑨、王文企、徐開禧、郭之祥、姚宗衡、何九雲、張之奇、孟應春等人，似祖任左中允、侍讀，福京淪陷後歸鄉。
永曆元年（1647年），孫可望起用嚴似祖為其行營的禮部尚書、翰林學士，他不應召。不久，奉命前往雲南典試，取士三十三人，補任官職。因祭祀孔子不至而入獄，不久得釋。孫可望陰謀篡位，嚴似祖力陳不可行而遭杖殺，但称帝之事亦告寢。

## 家族
祖清，太子太保、吏部尚书，谥恭肃；父宾，乡贡。

## 引用
1. ↑  錢海岳《南明史·卷四十四·列傳第二十》：紹宗即位，（周廷鑨）與王文企、徐開禧、郭之祥、姚宗衡、嚴似祖、何九雲、張之奇、孟應春同召。……似祖，字亦如，昆明人。尚書清孫。崇禎十三年進士。授簡討，纂修會典，掌起居注，管理六科章奏，冊封榮王，兼吏禮部郎中。紹宗擢左中允、侍讀。福京亡，歸。
2. ↑  錢海岳《南明史·卷四十四·列傳第二十》：永曆元年，孫可望除禮部尚書、翰林學士，不應。尋命典試雲南，取士三十三人補官。以祀孔子不至，怒繫之，得釋。可望欲僭號，具啟力陳不可，杖死，稱尊議亦止。
3. ↑  《崇禎十三年庚辰科進士三代履歷》：严似祖，曾祖锳，诰赠尚书；祖清，太子太保、吏部尚书，谥恭肃；父宾，乡贡。亦如，易三房，壬子年四月初九日生，嘉兴籍昆明人，己卯二十三名，会试二百七十四名，二甲二十五名。钦授翰林院检讨。